# Codex Runicus

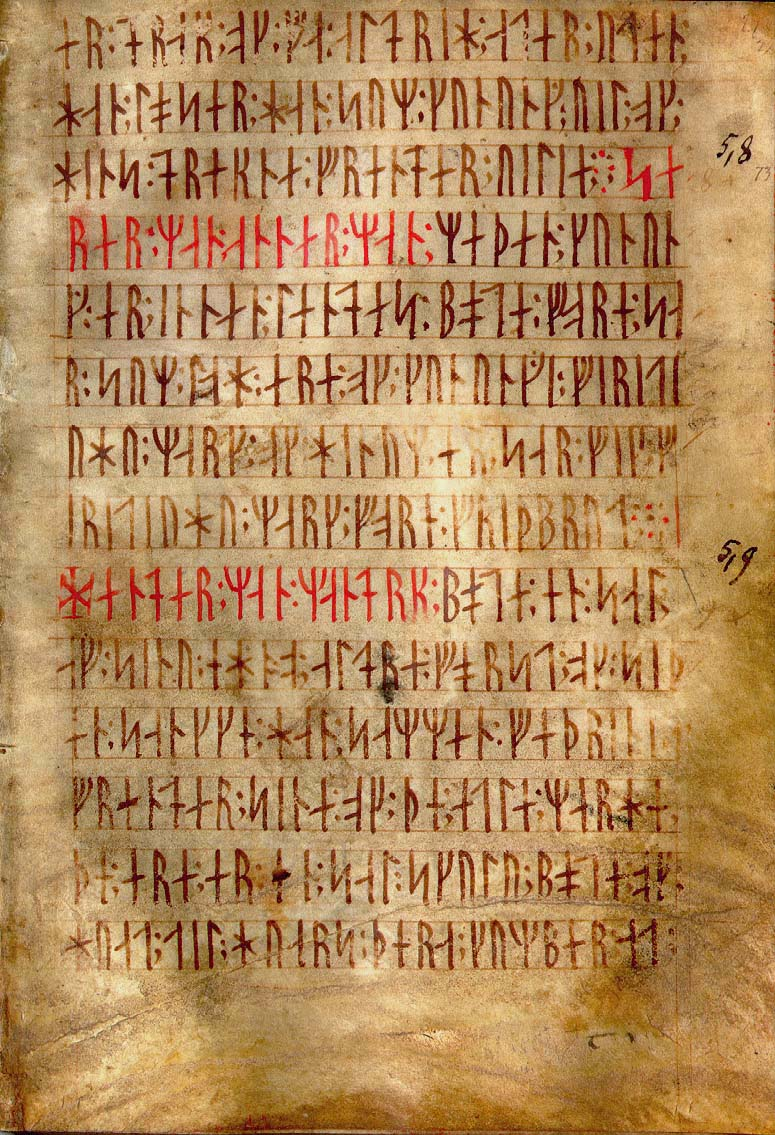
Une page (f. 27r) du Codex Runicus.

Le Codex Runicus est un manuscrit de 202 pages rédigé vers 1300. Il est entièrement écrit en runes médiévales, ce qui en fait l'un des rares exemples d'emploi de runes sur du parchemin plutôt que sur du bois ou de la pierre. Il fait partie de la collection Arnamagnæanske, conservée à l'université de Copenhague (cote AM 28 8vo).

## Contenu

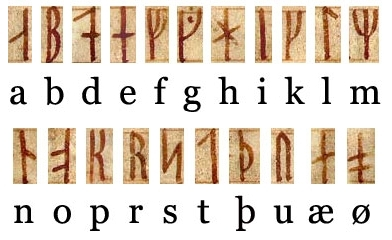
L'alphabet runique utilisé. Translittération.

La plus grande partie du codex (folios 1 à 82) est une version de la Loi scanienne (Skånske Lov), un code de lois appliqué dans la province danoise de Scanie. Les folios 84 à 91 sont occupés par le texte de la Loi ecclésiastique scanienne (Skånske Kirkelov). Ces deux textes législatifs ont été rédigés par le même scribe.
Le reste du manuscrit semble avoir été composé à une date ultérieure par un autre scribe. Il comprend une chronique des premiers rois danois, de Frotho fils de Hadingus à Éric VI (folios 92 à 97), ainsi qu'une description de la frontière entre le Danemark et la Suède (folios 97 à 100). La toute dernière page du manuscrit présente les deux premiers vers de la chanson populaire danoise Drømde mik en drøm i nat, accompagnés d'une partition. Il s'agit de la plus ancienne notation musicale connue de Scandinavie.

## Importance historique
La plupart des historiens modernes considèrent que les runes du Codex Runicus sont employées par nostalgie et non dans la continuité des runes de l'époque viking. Il est possible que d'autres manuscrits runiques similaires ait existé dans les bibliothèques des monastères de Scandinavie avant d'être détruits durant la Réforme protestante, au XVIe siècle. L'archevêque catholique suédois Olaus Magnus rapporte l'existence de tels ouvrages dans son pays avant la Réforme, mais ses propos sont sujets à débat.